# 新時代の中小企業
『新時代の中小企業』（しんじだいのちゅうしょうきぎょう）は、NETテレビ→テレビ朝日系列にて1972年10月1日から1978年3月26日毎週日曜朝に放送された情報番組である。提供は、中小企業庁一社のみ。

## 番組概要
新時代に関するものを取り上げる内容となっており、株式コーナーを取り上げる場合もあった。

## 放送時間
いずれもNETテレビ→テレビ朝日の時間帯とする（出典：）
| 放送期間   | 放送期間   | 放送時間（日本時間） |
| ---------- | ---------- | -------------------- |
| 1972.10.01 | 1973.09.30 | 日曜 9:30 - 10:00    |
| 1973.10.07 | 1975.03.30 | 日曜 8:00 - 8:30     |
| 1975.04.06 | 1978.03.26 | 日曜 8:30 - 9:00     |

## 放送局
- NETテレビ→テレビ朝日（制作局）
- 北海道テレビ：日曜 9:30 - 10:00（1972年10月1日 - 1973年9月30日） → 日曜 8:00 - 8:30（1973年10月7日 - 1975年3月30日） → 日曜 8:30 - 9:00（1975年4月6日 - 1978年3月26日）[4]
- 新潟放送：日曜 9:00 - 9:30[5]
- 北日本放送：日曜 8:00 - 8:30（1973年3月25日まで。同時間帯に自社制作の『みんなの県政』を日曜 7:45 - 8:00から移動させるため打ち切り）[6]→富山テレビ：日曜 8:00 - 8:30（1973年4月1日から）[7]→日曜 9:00 - 9:30（1978年3月時点）[8]
- 北陸放送：日曜 9:00 - 9:30[5]
- 福井放送：日曜 8:00 - 8:30[8]
- 信越放送：土曜 17:20 - 17:50（1974年時点）[9]